# Gunda Beeg
Gunda Beeg est un des membres fondateurs du mouvement de la réforme du costume victorien (en) en Allemagne, fin XIXe et début XXe.
Son grand-père est le fondateur du Germanisches Nationalmuseum à Nuremberg, le baron Aufsess. Son père est la directeur du Kunstgewerbe, musée d'arts industriels de Nuremberg et sa mère, la fondatrice de l'École pour les travaux de femmes à Nuremberg. C'est là que Gunda Beeg a étudié.
Gunda Beeg a aidé à la fondation de la première organisation allemande pour la réforme du costume. Les réformatrices ne s'intéressaient pas seulement à l’esthétique et l'évolution pratique des vêtements, mais aussi à l'émancipation des femmes par les vêtements qu'elles portent.

## Publications
En plus de son travail pour la réforme du costume, Gunda Beeg a aussi produit un manuel sur le monde de la mode, dans la série Lehrbücher der Modenwelt. Elle a collaboré avec Hedwig Lechner pour ce projet.